# Giải vô địch bóng đá nữ thế giới 2015 (Bảng F)
Bảng F của Giải vô địch bóng đá nữ thế giới 2015 bao gồm Mỹ, Úc, Thụy Điển và Nigeria. Các trận đấu diễn ra từ 9 tới 17 tháng 6 năm 2015.

## Bảng xếp hạng
| VT | Đội      | ST | T | H | B | BT | BB | HS | Đ | Kết quả vòng bảng                       |
| -- | -------- | -- | - | - | - | -- | -- | -- | - | --------------------------------------- |
| 1  | Pháp     | 3  | 2 | 0 | 1 | 6  | 2  | +4 | 6 | Giành quyền vào vòng đấu loại trực tiếp |
| 2  | Anh      | 3  | 2 | 0 | 1 | 4  | 3  | +1 | 6 | Giành quyền vào vòng đấu loại trực tiếp |
| 3  | Colombia | 3  | 1 | 1 | 1 | 4  | 3  | +1 | 4 | Giành quyền vào vòng đấu loại trực tiếp |
| 4  | México   | 3  | 0 | 1 | 2 | 2  | 8  | −6 | 1 |                                         |

Tại vòng 16 đội:
- Pháp gặp Hàn Quốc (nhì bảng E).
- Anh gặp Na Uy (nhì bảng B).
- Colombia (với tư cách một trong bốn đội xếp thứ ba xuất sắc nhất) gặp Hoa Kỳ (nhất bảng D).

## Các trận đấu

### Pháp v Anh
| Pháp          | 1–0      | Anh |
| ------------- | -------- | --- |
| Le Sommer 29' | Chi tiết |     |

| Pháp | Anh |

| TM                | 16 | Sarah Bouhaddi    |  |     |
| HVP               | 8  | Jessica Houara    |  |     |
| TrV               | 4  | Laura Georges     |  |     |
| TrV               | 2  | Wendie Renard (c) |  |     |
| HVT               | 3  | Laure Boulleau    |  |     |
| TVG               | 6  | Amandine Henry    |  |     |
| TVG               | 10 | Camille Abily     |  |     |
| TVP               | 12 | Élodie Thomis     |  | 71' |
| TVT               | 14 | Louisa Nécib      |  | 87' |
| TĐ                | 9  | Eugénie Le Sommer |  | 81' |
| TĐ                | 17 | Gaëtane Thiney    |  |     |
| Thay người:       |    |                   |  |     |
| TV                | 7  | Kenza Dali        |  | 71' |
| TV                | 15 | Élise Bussaglia   |  | 81' |
| TV                | 11 | Claire Lavogez    |  | 87' |
| Huấn luyện viên:  |    |                   |  |     |
| Philippe Bergeroo |    |                   |  |     |

| TM               | 1  | Karen Bardsley     |     |     |
| HVP              | 2  | Alex Scott         |     | 68' |
| TrV              | 5  | Steph Houghton (c) |     |     |
| TrV              | 6  | Laura Bassett      |     |     |
| HVT              | 3  | Claire Rafferty    |     |     |
| TVG              | 16 | Katie Chapman      | 66' | 76' |
| TVG              | 4  | Fara Williams      |     |     |
| TVP              | 8  | Jill Scott         |     |     |
| TVT              | 12 | Lucy Bronze        |     |     |
| TĐ               | 23 | Ellen White        |     | 60' |
| TĐ               | 9  | Eniola Aluko       |     |     |
| Thay người:      |    |                    |     |     |
| TĐ               | 18 | Toni Duggan        |     | 60' |
| TĐ               | 22 | Fran Kirby         |     | 68' |
| TV               | 11 | Jade Moore         |     | 76' |
| Huấn luyện viên: |    |                    |     |     |
| Mark Sampson     |    |                    |     |     |

| Cầu thủ xuất sắc nhất: Eugénie Le Sommer (Pháp) Trợ lý trọng tài: Chrysoula Kourompylia (Hy Lạp) Angela Kyriakou (Síp) Trọng tài thứ tư: Michelle Pye (Canada) Trọng tài thứ năm: Suzanne Morisset (Canada) |

### Colombia v México
| Colombia    | 1–1      | México       |
| ----------- | -------- | ------------ |
| Montoya 82' | Chi tiết | V. Pérez 36' |

| Colombia | México |

| TM               | 1  | Stefany Castaño    |     |     |
| HVP              | 17 | Carolina Arias     |     |     |
| TrV              | 13 | Angela Clavijo     |     |     |
| TrV              | 14 | Nataly Arias       |     |     |
| HVT              | 9  | Oriánica Velásquez | 34' |     |
| TVG              | 3  | Natalia Gaitán (c) | 26' |     |
| TVG              | 6  | Daniela Montoya    | 55' |     |
| TVP              | 4  | Diana Ospina       |     | 88' |
| TVC              | 10 | Yoreli Rincón      |     |     |
| TVT              | 16 | Lady Andrade       |     | 77' |
| TĐ               | 11 | Catalina Usme      |     | 78' |
| Thay người:      |    |                    |     |     |
| TĐ               | 15 | Tatiana Ariza      |     | 77' |
| TĐ               | 7  | Ingrid Vidal       |     | 78' |
| TĐ               | 18 | Yisela Cuesta      |     | 88' |
| Huấn luyện viên: |    |                    |     |     |
| Fabián Taborda   |    |                    |     |     |

| TM               | 1  | Cecilia Santiago   | 18' |     |
| HVP              | 2  | Kenti Robles       |     |     |
| TrV              | 3  | Christina Murillo  |     |     |
| TrV              | 4  | Alina Garciamendez |     |     |
| HVT              | 5  | Valeria Miranda    |     |     |
| TVG              | 11 | Mónica Ocampo      |     | 87' |
| TVG              | 10 | Stephany Mayor     |     |     |
| TVP              | 7  | Nayeli Rangel (c)  |     |     |
| TVT              | 17 | Verónica Pérez     |     |     |
| TĐ               | 9  | Charlyn Corral     |     |     |
| TĐ               | 19 | Renae Cuéllar      |     | 79' |
| Thay người:      |    |                    |     |     |
| TV               | 6  | Jennifer Ruiz      |     | 79' |
| TĐ               | 22 | Fabiola Ibarra     |     | 87' |
| Huấn luyện viên: |    |                    |     |     |
| Leonardo Cuéllar |    |                    |     |     |

| Cầu thủ xuất sắc nhất: Nayeli Rangel (México) Trợ lý trọng tài: Ayawa Dzodope (Togo) Souad Oulhaj (Maroc) Trọng tài thứ tư: Ledya Tafesse (Ethiopia) Trọng tài thứ năm: Suzanne Morisset (Canada) |

### Pháp v Colombia
| Pháp | 0–2      | Colombia                 |
| ---- | -------- | ------------------------ |
|      | Chi tiết | Andrade 19' · Usme 90+3' |

| Pháp | Colombia |

| TM                | 16 | Sarah Bouhaddi    |  |     |
| HVP               | 8  | Jessica Houara    |  |     |
| TrV               | 4  | Laura Georges     |  |     |
| TrV               | 2  | Wendie Renard (c) |  |     |
| HVT               | 3  | Laure Boulleau    |  |     |
| TVG               | 15 | Élise Bussaglia   |  | 63' |
| TVG               | 10 | Camille Abily     |  |     |
| TVP               | 7  | Kenza Dali        |  | 77' |
| TVT               | 14 | Louisa Nécib      |  | 63' |
| TĐ                | 9  | Eugénie Le Sommer |  |     |
| TĐ                | 17 | Gaëtane Thiney    |  |     |
| Thay người:       |    |                   |  |     |
| TV                | 6  | Amandine Henry    |  | 63' |
| TV                | 11 | Claire Lavogez    |  | 63' |
| TĐ                | 18 | Marie-Laure Delie |  | 77' |
| Huấn luyện viên:  |    |                   |  |     |
| Philippe Bergeroo |    |                   |  |     |

| TM               | 12 | Sandra Sepúlveda   | 69' |       |
| HVP              | 17 | Carolina Arias     |     |       |
| TrV              | 13 | Angela Clavijo     |     |       |
| TrV              | 14 | Nataly Arias       |     |       |
| HVT              | 9  | Oriánica Velásquez |     |       |
| TVG              | 3  | Natalia Gaitán (c) |     |       |
| TVG              | 6  | Daniela Montoya    |     |       |
| TVP              | 4  | Diana Ospina       | 79' |       |
| TVC              | 10 | Yoreli Rincón      |     | 87'   |
| TVT              | 16 | Lady Andrade       |     | 90+1' |
| TĐ               | 7  | Ingrid Vidal       |     | 55'   |
| Thay người:      |    |                    |     |       |
| TV               | 11 | Catalina Usme      |     | 55'   |
| TV               | 21 | Isabella Echeverri |     | 87'   |
| TĐ               | 15 | Tatiana Ariza      |     | 90+1' |
| Huấn luyện viên: |    |                    |     |       |
| Fabián Taborda   |    |                    |     |       |

| Cầu thủ xuất sắc nhất: Lady Andrade (Colombia) Trợ lý trọng tài: Thôi Vịnh Mai (Trung Quốc) Fang Yan (Trung Quốc) Trọng tài thứ tư: Michelle Pye (Canada) Trọng tài thứ năm: María Rocco (Argentina) |

### Anh v México
| Anh                    | 2–1      | México       |
| ---------------------- | -------- | ------------ |
| Kirby 71' · Carney 82' | Chi tiết | Ibarra 90+1' |

| Anh | México |

| TM               | 1  | Karen Bardsley     |       |     |
| HVP              | 12 | Lucy Bronze        |       | 85' |
| TrV              | 5  | Steph Houghton (c) |       |     |
| TrV              | 6  | Laura Bassett      |       |     |
| HVT              | 3  | Claire Rafferty    |       | 53' |
| TVG              | 8  | Jill Scott         |       | 66' |
| TVG              | 4  | Fara Williams      |       |     |
| TVG              | 11 | Jade Moore         |       |     |
| TĐP              | 18 | Toni Duggan        |       |     |
| TĐ               | 9  | Eniola Aluko       |       |     |
| TĐT              | 22 | Fran Kirby         |       |     |
| Thay người:      |    |                    |       |     |
| HV               | 14 | Alex Greenwood     |       | 53' |
| TV               | 10 | Karen Carney       | 90+2' | 66' |
| HV               | 2  | Alex Scott         |       | 85' |
| Huấn luyện viên: |    |                    |       |     |
| Mark Sampson     |    |                    |       |     |

| TM               | 1  | Cecilia Santiago   |     |     |
| HVP              | 2  | Kenti Robles       |     |     |
| TrV              | 15 | Bianca Sierra      |     | 46' |
| TrV              | 4  | Alina Garciamendez | 64' |     |
| HVT              | 6  | Jennifer Ruiz      |     |     |
| TVG              | 11 | Mónica Ocampo      |     | 89' |
| TVG              | 10 | Stephany Mayor     |     |     |
| TVP              | 7  | Nayeli Rangel (c)  |     |     |
| TVT              | 17 | Verónica Pérez     |     |     |
| TĐ               | 9  | Charlyn Corral     |     |     |
| TĐ               | 19 | Renae Cuéllar      |     | 77' |
| Thay người:      |    |                    |     |     |
| HV               | 5  | Valeria Miranda    |     | 46' |
| TV               | 20 | Maria Sánchez      |     | 77' |
| TV               | 22 | Fabiola Ibarra     |     | 89' |
| Huấn luyện viên: |    |                    |     |     |
| Leonardo Cuéllar |    |                    |     |     |

| Cầu thủ xuất sắc nhất: Fran Kirby (Anh) Trợ lý trọng tài: Allyson Flynn (Úc) Lata Kaumatule (Tonga) Trọng tài thứ tư: Salomé di Iorio (Argentina) Trọng tài thứ năm: María Rocco (Argentina) |

### México v Pháp
| México | 0–5      | Pháp                                                       |
| ------ | -------- | ---------------------------------------------------------- |
|        | Chi tiết | Delie 1' · Ruiz 9' (l.n.) · Le Sommer 13', 36' · Henry 80' |

| México | Pháp |

| TM               | 1  | Cecilia Santiago   |     |     |
| HVP              | 2  | Kenti Robles       |     |     |
| TrV              | 4  | Alina Garciamendez |     |     |
| TrV              | 13 | Greta Espinoza     |     |     |
| HVT              | 5  | Valeria Miranda    | 62' |     |
| TVG              | 6  | Jennifer Ruiz      |     |     |
| TVG              | 10 | Stephany Mayor     |     | 46' |
| TVP              | 7  | Nayeli Rangel (c)  |     | 83' |
| TVT              | 11 | Mónica Ocampo      |     |     |
| TĐ               | 17 | Verónica Pérez     | 87' |     |
| TĐ               | 9  | Charlyn Corral     |     | 46' |
| Thay người:      |    |                    |     |     |
| HV               | 14 | Arianna Romero     |     | 46' |
| TĐ               | 19 | Renae Cuéllar      |     | 46' |
| HV               | 3  | Christina Murillo  |     | 83' |
| Huấn luyện viên: |    |                    |     |     |
| Leonardo Cuéllar |    |                    |     |     |

| TM                | 16 | Sarah Bouhaddi    |  |     |
| HVP               | 8  | Jessica Houara    |  |     |
| TrV               | 4  | Laura Georges     |  |     |
| TrV               | 2  | Wendie Renard (c) |  |     |
| HVT               | 3  | Laure Boulleau    |  | 78' |
| TVG               | 6  | Amandine Henry    |  |     |
| TVG               | 10 | Camille Abily     |  | 70' |
| TVP               | 12 | Élodie Thomis     |  |     |
| TVT               | 22 | Amel Majri        |  |     |
| TĐ                | 18 | Marie-Laure Delie |  |     |
| TĐ                | 9  | Eugénie Le Sommer |  | 63' |
| Thay người:       |    |                   |  |     |
| TĐ                | 17 | Gaëtane Thiney    |  | 63' |
| TV                | 15 | Élise Bussaglia   |  | 70' |
| HV                | 5  | Sabrina Delannoy  |  | 78' |
| Huấn luyện viên:  |    |                   |  |     |
| Philippe Bergeroo |    |                   |  |     |

| Cầu thủ xuất sắc nhất: Amandine Henry (Pháp) Trợ lý trọng tài: Naomi Teshirogi (Nhật Bản) Fang Yan (Trung Quốc) Trọng tài thứ tư: Tần Lượng (Trung Quốc) Trọng tài thứ năm: Thôi Vịnh Mai (Trung Quốc) |

### Anh v Colombia
| Anh                               | 2–1      | Colombia      |
| --------------------------------- | -------- | ------------- |
| Carney 15' · Williams 38' (ph.đ.) | Chi tiết | Andrade 90+4' |

| Anh | Colombia |

| TM               | 1  | Karen Bardsley     |     |     |
| HVP              | 2  | Alex Scott         | 65' |     |
| TrV              | 5  | Steph Houghton (c) |     |     |
| TrV              | 15 | Casey Stoney       |     |     |
| HVT              | 14 | Alex Greenwood     |     |     |
| TVL              | 4  | Fara Williams      |     |     |
| TVG              | 7  | Jordan Nobbs       |     |     |
| TVG              | 11 | Jade Moore         |     |     |
| TVC              | 10 | Karen Carney       |     | 56' |
| TĐ               | 18 | Toni Duggan        |     | 81' |
| TĐ               | 22 | Fran Kirby         |     | 66' |
| Thay người:      |    |                    |     |     |
| TĐ               | 20 | Lianne Sanderson   |     | 56' |
| TV               | 17 | Josanne Potter     |     | 66' |
| TĐ               | 19 | Jodie Taylor       |     | 81' |
| Huấn luyện viên: |    |                    |     |     |
| Mark Sampson     |    |                    |     |     |

| TM               | 12 | Sandra Sepúlveda   | 85' |     |
| HVP              | 17 | Carolina Arias     | 37' |     |
| TrV              | 14 | Nataly Arias       |     |     |
| TrV              | 13 | Angela Clavijo     |     |     |
| HVT              | 9  | Oriánica Velásquez |     |     |
| TVG              | 3  | Natalia Gaitán (c) |     |     |
| TVG              | 6  | Daniela Montoya    |     |     |
| TVP              | 11 | Catalina Usme      | 36' | 58' |
| TVC              | 10 | Yoreli Rincón      |     | 74' |
| TVT              | 16 | Lady Andrade       |     |     |
| TĐ               | 4  | Diana Ospina       |     | 83' |
| Thay người:      |    |                    |     |     |
| TĐ               | 7  | Ingrid Vidal       |     | 58' |
| TĐ               | 15 | Tatiana Ariza      |     | 74' |
| TV               | 19 | Leicy Santos       |     | 83' |
| Huấn luyện viên: |    |                    |     |     |
| Fabián Taborda   |    |                    |     |     |

| Cầu thủ xuất sắc nhất: Fara Williams (Anh) Trợ lý trọng tài: Marie-Josée Charbonneau (Canada) Suzanne Morisset (Canada) Trọng tài thứ tư: Michelle Pye (Canada) Trọng tài thứ năm: Princess Brown (Jamaica) |